# (2978) Roudebush
(2978) Roudebush es un asteroide que forma parte del cinturón de asteroides y fue descubierto el 26 de septiembre de 1978 por el equipo del Observatorio del Harvard College desde la Estación George R. Agassiz en Harvard (Massachusetts), Estados Unidos.

## Designación y nombre
Roudebush recibió al principio la designación de 1978 SR.
Más adelante se nombró en honor de Susan Horner Roudebush.

## Características orbitales
Roudebush orbita a una distancia media de 3,093 ua del Sol, pudiendo acercarse hasta 2,51 ua y alejarse hasta 3,675 ua. Su inclinación orbital es 1,234° y la excentricidad 0,1884. Emplea 1987 días en completar una órbita alrededor del Sol.